# Табаррини, Марко
Ма́рко Табарри́ни (итал. Marco Tabarrini; 31 августа 1818, Помаранче, Тоскана — 14 января 1898, Рим) — итальянский политик, историк, правовед, юрист, сенатор итальянского королевства.

## Биография
Изучал право в Пизанском университете , стал известным юристом. Был одним из основателей патриотической газеты  «Il Conciliatore».
Соратник Массимо Д’Адзельо, участника борьбы за объединение Италии. Участник национально-освободительной борьбы за независимость Италии в 1848 году, в том же году был избран в палату депутатов в Тоскане. 
После основания итальянского королевства был сенатором, вице-президентом сената и председателем государственного совета.
С 1888 года и до своей смерти, в 1898 году, был президентом Итальянского исторического института средневековья.

## Избранные труды
- «Gino Capponi i suoi tempi, i suoi studi, i suoi amici» (Флор., 1879)
- «Studi di critica storica» (ib., 1871)
- "Vite e ricordi d'Italiani illustri del sec. XIX" (1884)